# ۱۴۲۶ (میلادی)
۱۴۲۶ (میلادی) هزار وچهارصد و بیست و ششمین سال تقویم میلادی است.

## درگذشتگان
‎